# Pipa (glasbilo)
Pipa je štiristrunsko kitajsko glasbilo, ki sodi v skupino glasbil s prečkami (弹拨乐器/彈撥樂器). Včasih je imenovano tudi kot kitajska lutnja. Glasbilo ima leseno telo hruškaste oblike, na katerem je med 12 in 26 prečk. Druga kitajska štiristrunska lutnja je liuqin, ki izgleda kot manjša različica pipe.
Pipa se je pojavila v obdobju dinastije Qin (Čin) (221 - 206 pr. n. št.) in se je razvijala v obdobju dinastije Han. Je eno najpopularnejših kitajskih glasbil; glasbeniki nanj neprekinjeno izvajajo že okrog 2000 let. Iz tega glasbila se je razvilo več podobnih glasbil. 